# Wereldkampioenschappen wielrennen 1982
De wereldkampioenschappen wielrennen 1982 werden gehouden op 1, 4 en 5 september in Goodwood, Groot-Brittannië. De aankomst lag op het domein van Goodwood House.
De wegwedstrijd bij de beroepsrenners werd gewonnen door Giuseppe Saronni, voor Greg LeMond en Sean Kelly. Bij de dames won de Britse Mandy Jones. De Oost-Duitser Bernd Drogan werd wereldkampioen bij de amateurs.
Het Nederlandse viertal won de ploegentijdrit op de weg voor amateurs. De ploeg bestond uit Maarten Ducrot, Gerard Schipper, Gerrit Solleveld en Frits van Bindsbergen. 	

## Elite
| Individuele wegwedstrijd mannen (275 km) |                    |          |
| Plaats                                   | Naam               | Tijd     |
| Goud                                     | Giuseppe Saronni   | 6u42'22" |
| Zilver                                   | Greg LeMond        | +0'05"   |
| Brons                                    | Sean Kelly         | +0'10"   |
| 4                                        | Joop Zoetemelk     | z.t.     |
| 5                                        | Marino Lejarreta   | z.t.     |
| 6                                        | Michel Pollentier  | z.t.     |
| 7                                        | Juan Fernández     | z.t.     |
| 8                                        | Klaus-Peter Thaler | z.t.     |
| 9                                        | Pierino Gavazzi    | z.t.     |
| 10                                       | Jonathan Boyer     | z.t.     |

| Individuele wegwedstrijd vrouwen (61 km) |                          |          |
| Plaats                                   | Naam                     | Tijd     |
| Goud                                     | Mandy Jones              | 1u31'00" |
| Zilver                                   | Maria Canins             | +0'10"   |
| Brons                                    | Gerda Sierens            | z.t.     |
| 4                                        | Sandra Schumacher        | +0'26"   |
| 5                                        | Connie Carpenter-Phinney | +0'42"   |
| 6                                        | Rebecca Twigg            | z.t.     |
| 7                                        | Ute Enzenauer            | z.t.     |
| 8                                        | Karen Strong             | z.t.     |
| 9                                        | Emanuela Menuzzo         | z.t.     |
| 10                                       | Kathrine Lundström       | z.t.     |
|                                          |                          |          |
| 15                                       | Leontine van der Lienden | z.t.     |

## Amateurs
| Ploegentijdrit mannen (100 km) |                                                                                      |          |
| Plaats                         | Naam                                                                                 | Tijd     |
| Goud                           | Nederland: Maarten Ducrot, Gerard Schipper, Gerrit Solleveld, Frits van Bindsbergen  | 2u14'19" |
| Zilver                         | Zwitserland: Alfred Achermann, Daniel Heggli, Richard Trinkler, Urs Zimmermann       | +0'27"   |
| Brons                          | Sovjet-Unie: Yury Kashirin, Oleg Logvin, Sergej Voronin, Oleg Chouzda                | +0'34"   |
| 4                              | Oost-Duitsland: Olaf Ludwig, Falk Boden, Bernd Drogan, Mario Kummer                  | +1'34"   |
| 5                              | België: Eric Vanderaerden, Marc Somers, Rudy Rogiers, Nico Emonds                    | +3'22"   |
| 6                              | Tsjechoslowakije: Milan Jurco, Michal Klasa, Vlastibor Konecny, Jiri Skoda           | +3'45"   |
| 7                              | Italië: Francesco Cesarini, Giovanni Paolo Bottoia, Massimo Ghirotto, Roberto Pagnin | +3'53"   |
| 8                              | Joegoslavië: Janez Lampic, Jure Pavlic, Vinko Poloncic, Bojan Ropret                 | +3'54"   |
| 9                              | West-Duitsland: Dieter Flögel, Thomas Freienstein, Bernd Oldenburg, Michael Maue     | +5'52"   |
| 10                             | Noorwegen: Dag Hopen, Dag Otto Lauritzen, Hans Petter Ødegård, Tom Pedersen          | +6'43"   |

| Individuele wegwedstrijd mannen (183,43 km) |                     |          |
| Plaats                                      | Naam                | Tijd     |
| Goud                                        | Bernd Drogan        | 4u17'48" |
| Zilver                                      | Francis Vermaelen   | +0'08"   |
| Brons                                       | Jürg Bruggmann      | z.t.     |
| 4                                           | Andrzej Serediuk    | z.t.     |
| 5                                           | Andreas Petermann   | z.t.     |
| 6                                           | Vincent Barteau     | z.t.     |
| 7                                           | Falk Boden          | z.t.     |
| 8                                           | Dirk De Wolf        | z.t.     |
| 9                                           | Jiri Skoda          | z.t.     |
| 10                                          | Patrizio Gambirasio | z.t.     |
|                                             |                     |          |
| 12                                          | Ron Snijders        | z.t.     |